# The Electric Flag
The Electric Flag — американський музичний гурт, сформований 1967 року Майклом Блумфілдом та Баррі Голдбергом, з метою створити колектив, стиль якого поєднав би основні жанри американської музики: блюз, рок, соул, кантрі, госпел та джаз.
До проєкту приєдналися Нік Гравенітес (вокал), Гарві Брукс (бас-гітара), Бадді Майлз (барабани), а також духова секція: Гербі Річ, Пітер Страцца та Маркус Даблдей. Через проблеми з наркотиками, невдале керівництво, стильові суперечки та суперництво, гурт існував короткий час і 1969 року розпався, лишивши по собі низку дуже нерівних, місцями блискучих записів наживо, саундтрек до фільму «The Trip» і два студійні альбоми. Піком творчості The Electric Flag став альбом A Long Time Comin'  реліз якого відбувся в березні 1968 року.

## Створення
В лютому 1967 року Майкл Блумфілд через особисті конфлікти, безсоння та неможливість брати участь у гастролях, остаточно залишив The Paul Butterfield Blues Band. Під час короткочасного перебування у Нью-Йорку він брав участь у сесії соул-виконавця Мітча Райдера і після цього захопився ідеєю створити власний гурт за участю духових інструментів, що поєднує музику всіх суто американських жанрів. Його друг Баррі Голдберг, який на той час грав на органі в супроводі Мітча Райдера, підтримав ідею. Майк та Баррі вирішили запросити сесійного басиста Гарві Брукса, добре відомого їм по спільній участі у записі альбому Боба Ділана Highway 61 Revisited (1965). Брукс, у свою чергу, запропонував їм дев'ятнадцятирічного барабанщика Бадді Майлза, учасника гурту Вілсона Пікетта. Гра Майлза вразила Блумфілда та Голдберга, але переконати його залишити Пікетта і вирушити до Сан-Франциско вартувало певних зусиль. На місце вокаліста передбачався Мітч Райдер, але він не прийняв пропозиції і вокалістом став Нік Гравенітес, що нещодавно оселився у Сан-Франциско. Духову секцію склали саксофоніст Пітер Страцца та трубач Маркус Даблдей.
Менеджером гурту став Альберт Гроссман, відомий роботою з Бобом Діланом, Дженіс Джоплін, Філом Оуксом та ін. У складі The Paul Butterfield Blues Band Майкл Блумфілд виступав у Fillmore Auditorium, Сан-Франциско, добре знав яскраве і динамічне музичне життя міста, тому Західне узбережжя було обрано за базу для новоствореного гурту. Нік Гравенітес підшукав для гурту приміщення у Мілл-Веллі, округ Марін, через затоку від Сан-Франциско, а Гроссман погодився надати необхідні для оренди та повсякденних потреб кошти. Наприкінці квітня гурт почав перші репетиції.

## Саундтрек «The Trip»
Актор Пітер Фонда запропонував нікому невідомому тоді гурту створити саундтрек до психоделічного фільму «The Trip» (1967) Роджера Кормана про новий наркотик ЛСД. Гурт перебрався до Лос-Анджелеса і почав працювати над записом. До роботи долучився Пол Бівер, колишній джазовий органіст, що спеціалізувався на звукових ефектах для кіностудій і цікавився електронною музикою. Бівер придбав один з перших синтезаторів, побудованих Робертом Мугом, і Блумфілд новаторські використав його в музиці до фільму як повноцінний інструмент. Записи в Лос-Анджелесі тривали 10 днів і завершилися у середині травня. Створена для фільму музика мала еклектичний стиль, що поєднував елементи поп-музики, року, джазу та блюзу. Фільм вийшов у серпні, успіху не мав і отримав дуже суперечливі відгуки, але музична його складова була визнана новаторською і надзвичайно вдалою. Того ж року музика вийшла окремим альбомом The Trip: Original Motion Picture Soundtrack дочірнього лейбла Capitol Records — Sidewalk.

## Монтерей
17 червня 1967 року гурт дебютував на поп-фестивалі в Монтереї. Він мав дуже обмежений репертуар, і навіть остаточну назву отримав незадовго до фестивалю: замість попередньої An American Music Band Блумфілд вирішив назвати його The Electric Flag. The Electric Flag виконав на фестивалі перед 50 000 слухачів чотири пісні, все що мав: Groovin' Is Easy, (The Night Time Is) The Right Time, You Don't Realize та Wine, і, викликаний на біс, навіть не мав, що запропонувати. Проте успіх у попередньо розігрітого та зарядженого натовпу був надзвичайний, відгуки критики буле дуже позитивні. Згодом Блумфілд зазначив, що, попри схвалення присутніх, грали вони через хвилювання і напруженість погано, і що музична індустрія не має нічого спільного з музикою, оскільки її основним покликанням є заробляти гроші.

## A Long Time Comin'
Комерційна складова успіху не змусила довго чекати, Columbia Records підписала з Гроссманом контракт і Electric Flag почав готувати свій перший альбом. Репетиції проходили у гелікоптерному ангарі в Саусаліто. На початку липня розпочалися записи у студії Columbia в Сан-Франциско і у листопаді 1967 року планувався реліз першого синглу «Groovin' is Easy». До духової секції гурту долучився мультиінструменталіст Гербі Річ, про якого Блумфілд казав, що він грає на клавішних, як Джимі Гендрікс на гітарі.
30 вересня в Хантінгтон-Біч поліція заарештувала Голдберга, Блумфілда, Брукса та Гравенітеса, коли знайшла марихуану в мотелі, де вони перебували. Суд визнав їх винними лише у володінні марихуаною, проте перебіг судового процесу затримав на місяць початок туру Східним узбережжям. Репертуар The Electric Flag, замість предбаченого концепцією гурту міксу американських жанрів, був вимушено обмежений блюзовими та ритм-енд-блюзовими композиціями, оскільки виникла потреба терміново мати достатньо пісень для численних виступів під час туру. В гурті з кожним днем росли проблеми з наркотиками. Маркус Даблдей був героїновим наркоманом, вже коли його взяли на роботу. Страцца, Блумфілд та Голдберг поступово звикали до героїну. Баррі Голдберг, побоюючись розвитку своєї героїнової залежності, залишив гурт у листопаді 1967 року. Його замінив клавішник Майкл Фонфара, друг Бадді Майлза, але вже за місяць Фонфару було виключено з гурту після арешту в Лос-Анджелесі за зберігання наркотиків. Клавішні відійшли Гербі Річу, а на вакансію саксофоніста Майлз запросив іншого свого друга, саксофоніста Стемсі Хантера. Від Майкла Блумфілда пішла дружина, вона вважала, що зосереджений на музичній кар'єрі Майк лишає осторонь сімейне життя, і Блумфілд все далі занурювався у героїновий полон. У березні Страцца вплутався у бійку з наркодилерами після шоу в Детройті. Духова секція гурту стала настільки проблемною, що відмовилася виступати в кількох шоу. На цьому тлі Бадді Майлз взяв гурт під контроль і зміцнював свої лідерські позиції. Він намагався рухатися у напрямку соулу та ритм-енд-блюзу, втілюючи в життя власне розуміння, отримане за часів його роботи з Вілсоном Пікеттом і це викликало напругу в його стосунках з Блумфілдом.
Тривалий запис A Long Time Comin'  завершився виходом альбому в березні 1968 року. До цього часу виступ в Монтереї вже розмився в колективній пам'яті. Критики оцінили альбом як фрагментарний і нерівний. Він посів 31 місце в чарті Billboard і не мав широкого освітлення в ЗМІ. Значної комерційної привабливості альбом не досяг, хоча й отримав визнання щодо музикальності і різноманітності звучання. Водночас критики відзначали, що музика подекуди була нерівномірною сумішшю стилів та виконань і, хоча деякі мелодії були захопливими та інноваційними, інші звучали дивно. Попри блискучу гру Блумфілда, зокрема, у композиціях «Killing Floor», «Another Country» та «Texas», шанувальники, знайомі з його попередньою співпрацею з Баттерфілдом, очікували на більше. Завдяки своїм новаціям: застосуванню ранньої форми семплування, вдалому поєднанню соулу, року та джазу, використанню електроніки та поєднанню духових з рок-бітом, запис, попри всі недоліки, згодом набув статусу історичного. Запуск альбому потребував для просування нового туру, але розчарований Блумфілд відмовився від гастролей і висловив намір залишити власний гурт. 11 травня музичний критик Ральф Глісон в журналі «Rolling Stone» надрукував статтю «Perspectives: Stop This Shuck, Mike Bloomfield», в якій констатував невдачу The Electric Flag у пошуках власного стилю і поставив під сумнів здатність Блумфілда інтерпретувати «автентичний» блюз. Ображений Блумфілд вирішив залишити гурт, останні виступи якого відбулися 7 і 8 червня в Нью-Йорку. Сучасні музикознавці відзначають оригінальність композицій та використання духових інструментів. Підкреслюється сучасне звучання альбому без будь-якої еклектичності, попри походження з багатьох джерел, включно з психоделією, конкретною та класичною музикою, джазом та соулом. Окрім того, вважається, що The Electric Flag цим альбомом (особливо його духовою складовою) започаткував джаз-рок, як окреме явище.

## An American Music Bandта спроба відновлення
The Electric Flag продовжив існування під керівництвом Бадді Майлза, в грудні 1968 року відбувся реліз його другого альбому An American Music Band (1968, Columbia) (Columbia), але учасники мали великі проблеми через невдале керівництво, стильові суперечки і наркотичну залежність, за Блумфілдом гурт залишили Гравенітес та Брукс і після виходу другого альбому він розпався остаточно.
1974 року за ініціативи Баррі Голдберга гурт на короткий час зібрався знов. Баррі запропонував свій проєкт лейблу Atlantic Records, продюсувати новий альбом мав Джеррі Векслер, запис проводився у Маямі, Флорида. Майк Блумфілд, що зазнавав фінансових труднощів, Бадді Майлз та Нік Гравенітес підтримали ідею. До складу увійшов новий басист Роджер Трой. Записи йшли важко через особисті конфлікти, кар'єрні амбіції та погану зіграність. Особливе занепокоєння продюсера та звукоінженера викликав Бадді Майлз, що прагнув робити все виключно на власний розсуд, навіть грати на гітарі замість барабанів. Врешті Векслеру довелося винайняти студійних музикантів гітариста та клавішника, аби закінчити запис кількох пісень. Результатом роботи став альбом The Band Kept Playing (Atlantic, 1974), який, попри окремі цікаві моменти, став черговою невдачею. Критики не були вражені. Альбом прикрашають «Every Now and Then», одна з найкращих пісень Бадді Майлза та класична рок-композиція 70-х «Earthquake Country», але більшість композицій сприймаються як дуже посередні.
В липні 1974 року Electric Flag рекламував альбом у гастрольному турі, що розпочався на Ozark Music Festival у Седалії, штат Міссурі, і продовжився виступами в Іллінойсі, Пенсильванії, Нью-Йорку, Каліфорнії та Гонолулу протягом осені 1974 та зими 1975 року. У січні 1975 року гурт припинив своє існування.
Після цієї спроби Electric Flag не оприлюднив жодної роботи до 1982 року, коли вийшов у продаж альбом Groovin' Is Easy (Aura, 1982).
28 та 29 липня 2007 року в Монтереї відбувся концерт, присвячений 40-річчю поп-фестивалю в Монтереї. Однією зі значних подій концерту був виступ Electric Flag, у складі засновників — Гравенітеса і Голдберга, колишнього учасника Стемсі Хантера та гуртів Tower of Power і Blues Project. Виконувалися композиції з першого альбому, а також кілька блюзових каверів.

## Дискографія
- The Trip: Original Motion Picture Soundtrack (1967, Sidewalk ST-5908)
- A Long Time Comin'  (1968, Columbia CS-9597)
- An American Music Band (1968, Columbia CS-9714)
- The Band Kept Playing (1974, Atlantic SD-18112)
- Groovin' Is Easy (1982, Aura A-1026)
- Live 1968 in the Carousel Ballroom (2015, RockBeat Records ROC-3311)
- Live From California 1967—1968 (2017, RockBeat Records ROC-3390)